# Gardner (cráter)

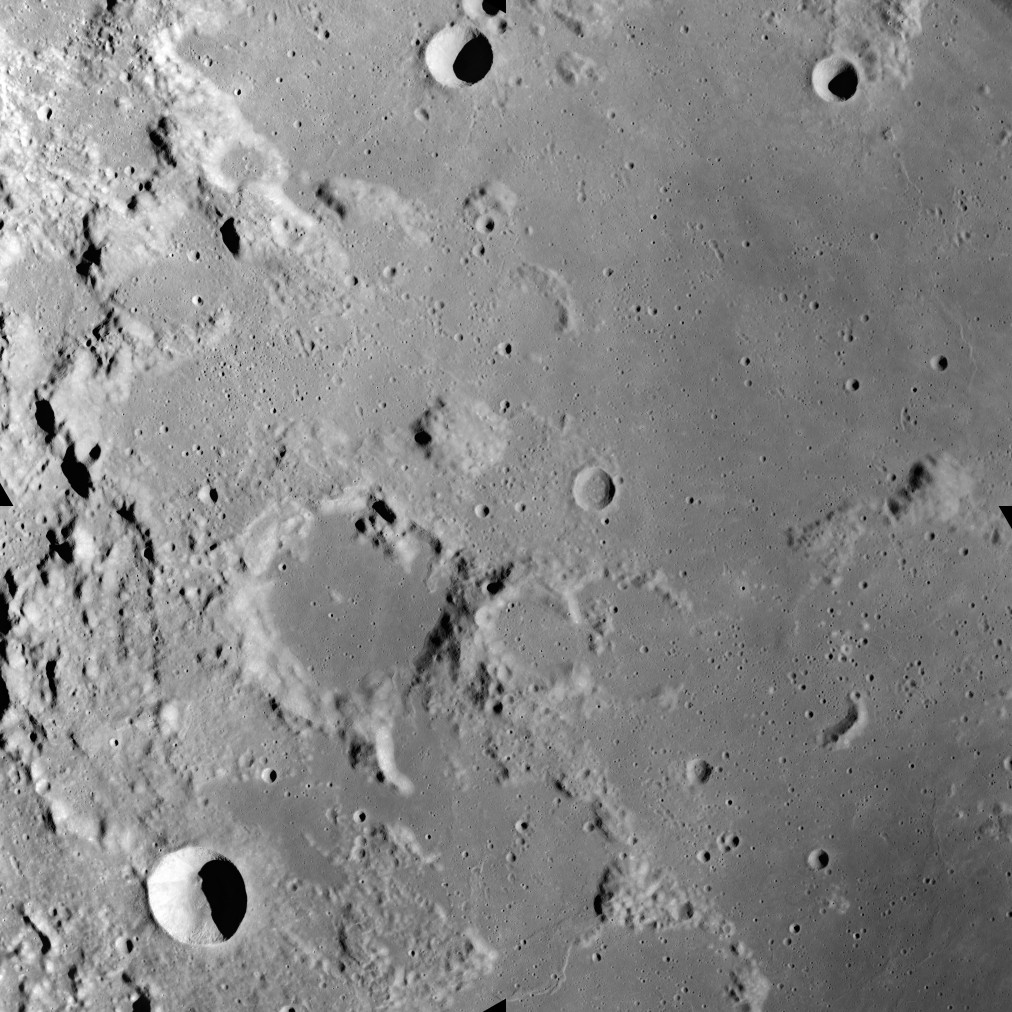
Imagen general mostrando los cráteres Gardner (abajo izquierda) y Maraldi (centro) desde el Apolo 17. NASA photo.

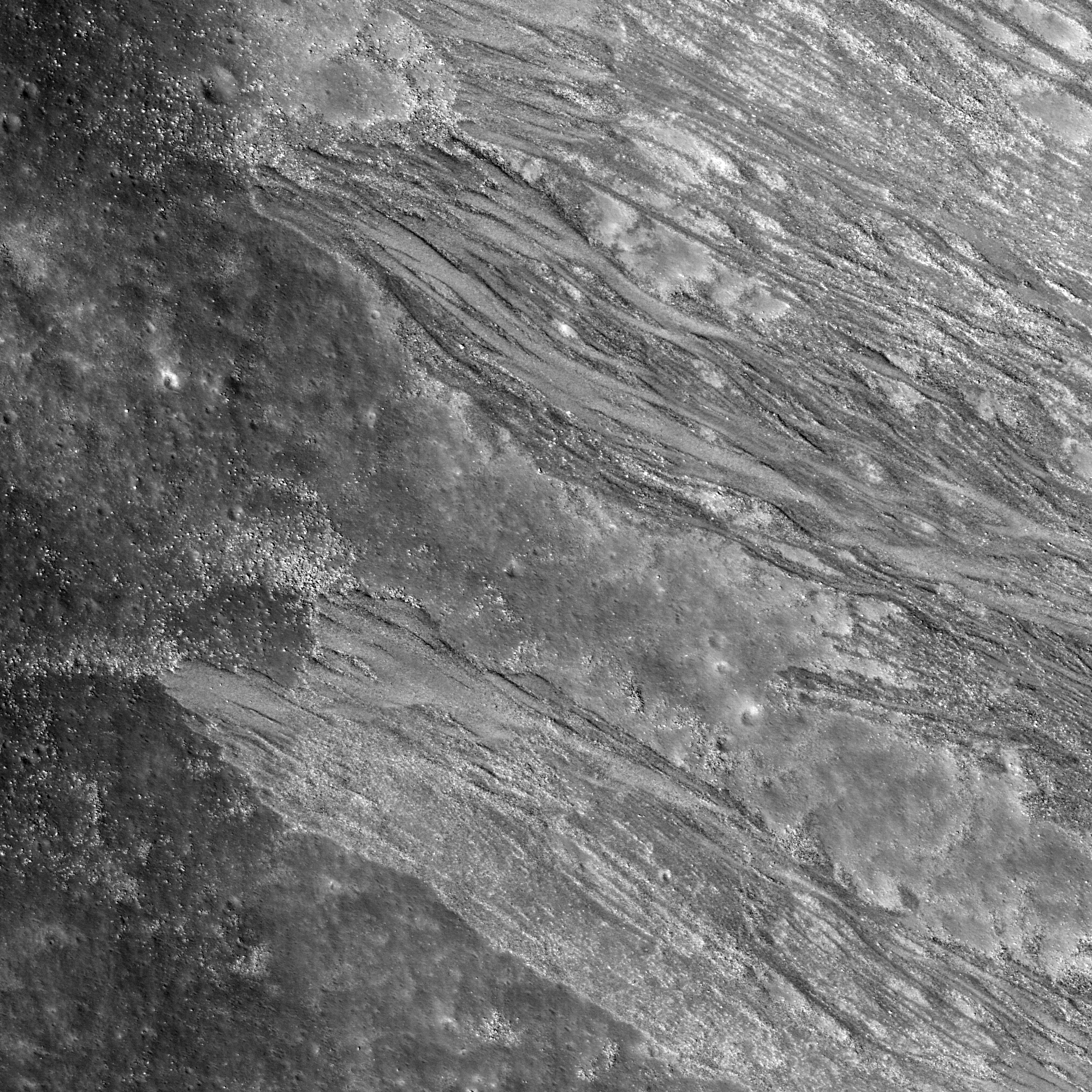
Fotografía de la misión Lunar Reconnaissance Orbiter

Gardner es un pequeño cráter de impacto situado en la parte noreste de la Luna, al este del cráter Vitruvius, en una sección de terreno escarpado al norte del Mare Tranquillitatis. Este cráter fue designado previamente Vitruvio A antes de recibir su nombre actual de la IAU. Al noreste de Gardner aparece el cráter de mayor tamaño Maraldi.
| Gardner, abajo a la izquierda. |

Se trata de un cráter circular con las paredes interiores inclinadas. La plataforma interior ocupa aproximadamente la mitad del diámetro total del cráter. La mitad sur de la planta presenta una ligera elevación antes de llegar a la pared interior. El cráter no  muestra de manera significativa los efectos de la erosión, con el borde exterior es relativamente nítido y bien definido.